# Sân vận động Molineux
Sân vận động Molineux (tiếng Anh: Molineux Stadium, /ˈmɒlɪnjuː/ MOL-i-new) là một sân vận động toàn chỗ ngồi ở Wolverhampton, West Midlands, Anh. Đây là sân nhà của câu lạc bộ Premier League Wolverhampton Wanderers kể từ năm 1889. Là sân vận động đầu tiên được xây dựng cho một câu lạc bộ Football League, đây là một trong những sân vận động đầu tiên của Anh được lắp đặt đèn pha. Sân cũng tổ chức một số trận đấu Cúp C1 châu Âu sớm nhất vào thập niên 1950.
Vào thời điểm được cải tạo với chi phí hàng triệu bảng Anh vào đầu thập niên 1990, Molineux là một trong những sân vận động lớn nhất và hiện đại nhất ở Anh, mặc dù sân đã bị lu mờ bởi sự phát triển của các sân vận động khác kể từ đó. Sân đã từng tổ chức các trận đấu quốc tế của đội tuyển Anh và gần đây là đội tuyển U-21 Anh, cũng như trận chung kết Cúp UEFA đầu tiên vào năm 1972.
Molineux có sức chứa 32.050 chỗ ngồi, nhưng trước đây sân luôn thu hút lượng khán giả lớn hơn nhiều khi khán đài lúc đó là những bậc thang. Số lượng khán giả kỷ lục là 61.315 người. Kế hoạch được công bố vào năm 2010 cho chương trình tái phát triển trị giá 40 triệu bảng nhằm xây dựng lại và nối ba khán đài của sân vận động để tăng sức chứa lên 38.000 chỗ ngồi. Giai đoạn đầu tiên của dự án này, khán đài Stan Cullis, được hoàn thành vào năm 2012. Hai giai đoạn tiếp theo bị hoãn lại vì câu lạc bộ ưu tiên nguồn vốn cho việc phát triển học viện bóng đá trẻ. Đã có những kế hoạch được đề xuất để tái phát triển các khán đài về lâu dài, có thể tăng sức chứa của sân lên 50.000 chỗ ngồi.